# Amtsgericht Quakenbrück (Preußen)
Das Amtsgericht Quakenbrück war ein Gericht der ordentlichen Gerichtsbarkeit in Quakenbrück.

## Geschichte
Von 1852 bis 1859 bestand in Quakenbrück ein Königlich Hannoversches Amtsgericht, das Amtsgericht Quakenbrück. Im Rahmen der Reichsjustizgesetze wurden reichsweit einheitlich Oberlandes-, Land- und Amtsgerichte gebildet. Das königlich preußische Amtsgericht Quakenbrück wurde mit Wirkung zum 1. Oktober 1879 als eines von 16 Amtsgerichten im Bezirk des Landgerichtes Osnabrück im Bezirk des Oberlandesgerichtes Celle gebildet. Der Sitz des Gerichtes war die Stadt Quakenbrück. Sein Gerichtsbezirk umfasste aus dem Landkreis Bersenbrück den Stadtbezirk Quakenbrück, und aus dem Amtsbezirk Bersenbrück die Gemeindebezirke Andorf, Badbergen, Borg, Borttorf, Gröhnloh, Grothe, Hahlen, Herbergen-Menslage, Langen, Lechterke, Großmimmelage, Kleinmimmelage, Renslage, Schandorf, Vehs, Wasserhausen, Wehdel, Wierup, Wohld und Wulften. Am Gericht bestand 1880 eine Richterstelle. Das Amtsgericht war damit ein kleines Amtsgericht im Landgerichtsbezirk.
Im Jahre 1972 wurden im Rahmen der landesweiten Auflösung kleinerer Amtsgerichte das Amtsgericht Quakenbrück aufgelöst und sein Sprengel dem Amtsgericht Bersenbrück zugeordnet.